# صلیب شوالیه صلیب آهنین

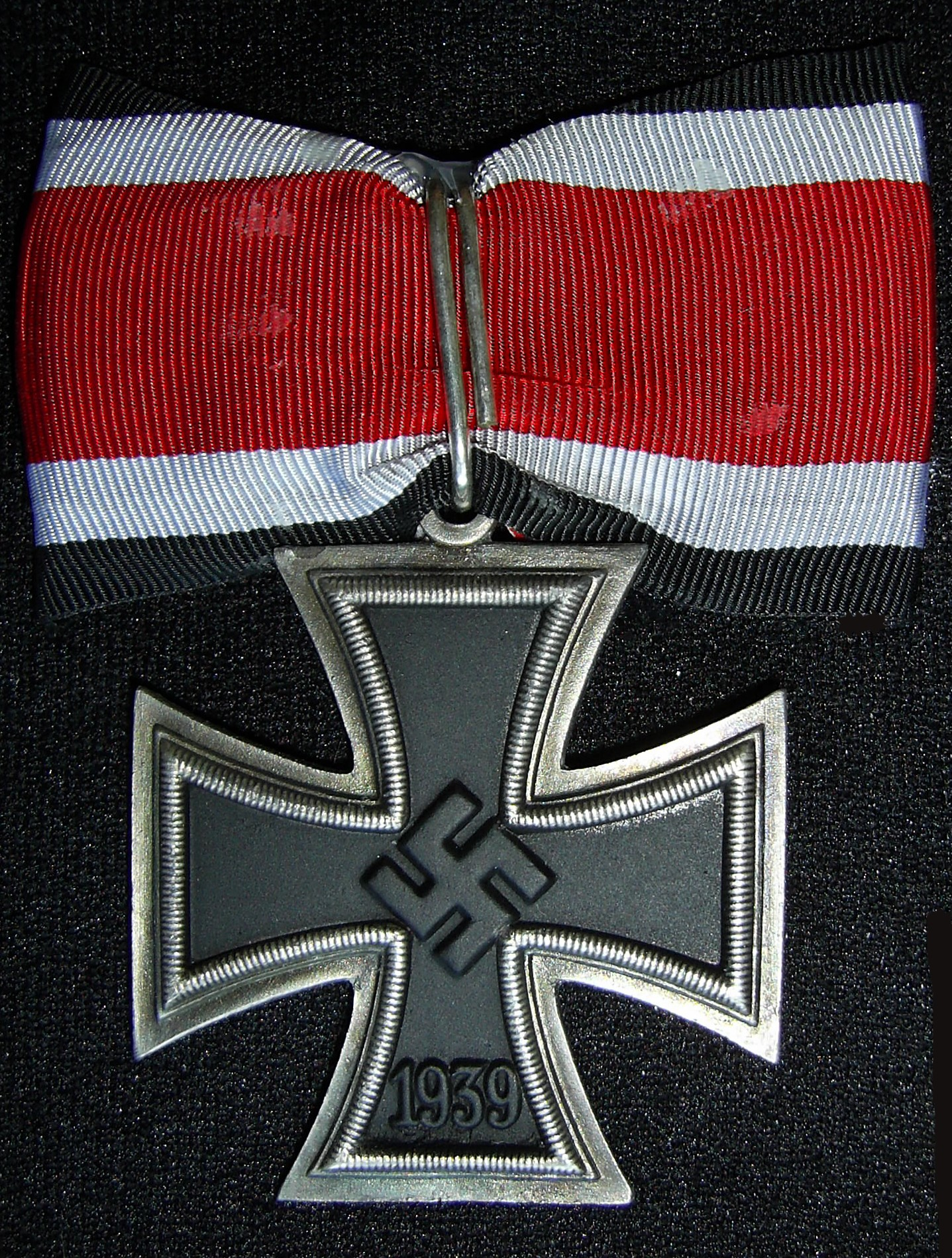

صلیب شوالیه صلیب آهنین (به آلمانی: Ritterkreuz des Eisernen Kreuzes) که گاهی به اشتباه صلیب شوالیه آهنین نیز نامیده می‌شود، یک نشان نظامی در کشور آلمان بود که از سال ۱۹۳۹ در دوره رایش سوم به رده‌بندی مجموعه نشان‌های صلیب آهنین افزوده شد و که به افرادی با عملکرد و دستاوردهای عالی اعطا می‌گردید.

## مشخصات
صلیب شوالیه صلیب آهنین کمی بزرگتر از صلیب آهنین درجه دو و یک بوده و به وسیله روبان بر گردن آویخته می‌شد. این نشان از لحاظ اعتبار و رتبه با بالاترین نشان شجاعت در دوران امپراتوری پروس یعنی پور لو مریت قابل مقایسه است. در این نوع نشان درجه‌بندی برگ بلوط وجود داشت که از دوران امپراتوری پروس الگوبرداری شده بود.
نشان صلیب شوالیه صلیب آهنین و مجموعه نشان‌های برگ بلوط برای شجاعت ویژه در جنگ و فرماندهی به نظامیان اهدا می‌شد. بخش سیاه درونی صلیب از آهن و فریم بیرونی آن از نقره ساخته می‌شد.

## دریافت‌کنندگان

### صلیب شوالیه صلیب آهنین با برگ‌های بلوط و شمشیرها
بیشتر نخستین افرادی که گیره شمشیرهای نشان را دریافت کردند تک‌خال‌های لوفت‌وافه و موفق‌ترین فرماندهان او-بوت‌های کریگسمارینه بودند؛ چرا که دستاوردهای این افراد قابل شمارش بود. با وجود موفقیت‌های بزرگ و تصرف اراضی گسترده‌ای از شوروی در طی عملیات بارباروسا، هیچ‌یک از سربازان نیروی زمینی و وافن اس‌اس در سال ۱۹۴۱ این گیره‌ها را دریافت ننمودند. در سال ۱۹۴۲ نیز مجدداً لوفت‌وافه که پیروزهای بی‌سابقه‌ای در مقابل نیروی هوایی شوروی کسب کرده بود، در این زمینه برتری داشت. با افزایش توانمندی هوایی شوروی و بهبود تجهیزات آن، دستیابی به پیروزی‌های هوایی برای خلبانان لوفت‌وافه سخت‌تر و در نتیجه تعداد دریافت‌کنندگان گیره شمشیرها در آن کمتر شد. در طرف دیگر، با درگیر شدن نیروی زمینی در نبردهای دفاعی شدید در کنار عملیات‌های تهاجمی، اهدای این گیره به نفرات آن افزایش یافت. به صورت کلی در مجموع بیشتر دریافت‌کنندگان گیره شمشیرها مربوط به افرادی می‌شد که در جبهه شرقی به نبرد پرداخته بودند.
| سال  | نیروی زمینی | لوفت‌وافه | کریگسمارینه | وافن اس‌اس |
| ---- | ----------- | -------- | ----------- | --------- |
| ۱۹۴۱ | ۰           | ۴        | ۱           | ۰         |
| ۱۹۴۲ | ۲           | ۱۳       | ۲           | ۰         |
| ۱۹۴۳ | ۱۰          | ۶        | ۱           | ۲         |
| ۱۹۴۴ | ۴۰          | ۲۲       | ۱           | ۱۳        |
| ۱۹۴۵ | ۲۵          | ۷        | ۰           | ۹         |

## رده‌بندی نشان
ارزش نشان از راست به چپ

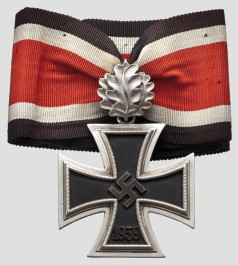
صلیب شوالیه صلیب آهنین با برگ‌های بلوط
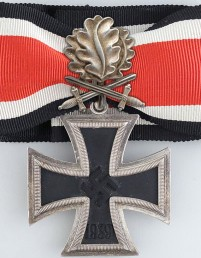
صلیب شوالیه صلیب آهنین با برگ‌های بلوط و شمشیر
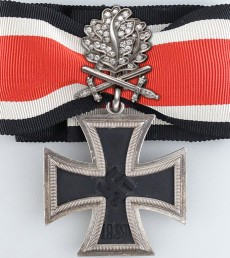
صلیب شوالیه صلیب آهنین با برگ‌های بلوط و شمشیر الماس نشان
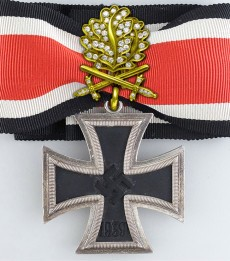
صلیب شوالیه صلیب آهنین با برگ‌های بلوط و شمشیر الماس نشان طلایی